# جون بريسكو
جون بريسكو (بالإنجليزية: John Briscoe)‏ هو لاعب كرة قاعدة أمريكي، ولد في 22 سبتمبر 1967 في لا غرانت في الولايات المتحدة.

## وصلات خارجية
- جون بريسكو على موقعبيزبول رفرنس.كوم (الدوري الرئيسي) (الإنجليزية)
- جون بريسكو على موقعبيزبول رفرنس.كوم (الدوري الثانوي) (الإنجليزية)
- جون بريسكو على موقع مشجعي الرسوم البيانية (الإنجليزية)